# Fußball-Weltmeisterschaft der Frauen 2007/Gruppe C
Resultate der Gruppe C der Fußball-Weltmeisterschaft der Frauen 2007:
| Pl. | Land       | Sp. | S | U | N | Tore    | Diff. | Punkte |
| --- | ---------- | --- | - | - | - | ------- | ----- | ------ |
| 1.  | Norwegen   | 3   | 2 | 1 | 0 | 010:400 | +6    | 07     |
| 2.  | Australien | 3   | 1 | 2 | 0 | 007:400 | +3    | 05     |
| 3.  | Kanada     | 3   | 1 | 1 | 1 | 007:400 | +3    | 04     |
| 4.  | Ghana      | 3   | 0 | 0 | 3 | 003:150 | −12   | 0      |

## Ghana – Australien 1:4 (0:1)
| Ghana                                                                        | Ghana | Australien | Australien |
| ---------------------------------------------------------------------------- | --- | --- | ---------- |
| Ghana                                                                        | \| 12. September 2007 um 11:00 Uhr (MESZ) in Hangzhou (Hangzhou-Dragon-Stadion) \| \| Zuschauer: 25.952 \| \| Schiedsrichterin: Adriane Correa ( Kolumbien) \|                                                                  | \| 12. September 2007 um 11:00 Uhr (MESZ) in Hangzhou (Hangzhou-Dragon-Stadion) \| \| Zuschauer: 25.952 \| \| Schiedsrichterin: Adriane Correa ( Kolumbien) \| | Australien |
| Ghana                                                                        | Memunatu Sulemana – Aminatu Ibrahim, Mavis Dansu, Florence Okoe, Anita Amenuku (67. Hamdya Abass), Adjoa Bayor , Olivia Amoako, Yaa Avoe (67. Belinda Kanda), Lydia Ankrah, Anita Amankwa, Memuna Darku Cheftrainer: Issac Paha | Melissa Barbieri – Kate McShea, Dianne Alagich, Cheryl Salisbury , Heather Garriock, Caitlin Munoz (46. Lisa de Vanna), Sarah Walsh, Joanne Peters (62. Alicia Ferguson), Collette McCallum, Sally Shipard, Clare Polkinghorne (83. Thea Slayter) Cheftrainer: Tom Sermanni | Australien |
| Ghana                                                                        | 1:3 Anita Amankwa (70.) | 0:1 Sarah Walsh (15.) 0:2 Lisa de Vanna (57.) 0:3 Heather Garriock (69.) 1:4 Lisa de Vanna (81.) | Australien |
| Ghana                                                                        | Kate McShea, Cheryl Salisbury, Sarah Walsh | | Australien |
| Ghana                                                                        | Besonderheiten: Erster australischer Sieg bei einer Weltmeisterschaft. | | Australien |
| 12. September 2007 um 11:00 Uhr (MESZ) in Hangzhou (Hangzhou-Dragon-Stadion) | | |            |
| Zuschauer: 25.952                                                            | | |            |
| Schiedsrichterin: Adriane Correa ( Kolumbien)                                | | |            |

## Norwegen – Kanada 2:1 (0:1)
| Norwegen                                                                     | Norwegen | Kanada | Kanada |
| ---------------------------------------------------------------------------- | --- | --- | ------ |
| Norwegen                                                                     | \| 12. September 2007 um 14:00 Uhr (MESZ) in Hangzhou (Hangzhou-Dragon-Stadion) \| \| Zuschauer: 30.752 \| \| Schiedsrichterin: Christine Beck ( Deutschland) \| | \| 12. September 2007 um 14:00 Uhr (MESZ) in Hangzhou (Hangzhou-Dragon-Stadion) \| \| Zuschauer: 30.752 \| \| Schiedsrichterin: Christine Beck ( Deutschland) \| | Kanada |
| Norwegen                                                                     | Bente Nordby – Ane Stangeland Horpestad , Gunhild Følstad, Ingvild Stensland, Siri Nordby (46. Camilla Huse), Trine Rønning, Solveig Gulbrandsen, Melissa Wiik (66. Lene Mykjåland), Leni Larsen Kaurin, Ragnhild Gulbrandsen, Lene Storløkken (76. Marie Knutsen) Cheftrainer: Bjarne Berntsen | Erin McLeod – Kristina Kiss, Tanya Dennis, Diana Matheson, Candace Chapman (73. Sarah Walsh), Martina Franko, Randee Hermus, Christine Sinclair , Melissa Tancredi (46. Rhian Wilkinson), Kara Lang (83. Jodi-Ann Robinson), Sophie Schmidt Cheftrainer: Even Pellerud | Kanada |
| Norwegen                                                                     | 1:1 Ragnhild Gulbrandsen (52.) 2:1 Ane Stangeland Horpestad (81.) | 0:1 Candace Chapman (33.) | Kanada |
| 12. September 2007 um 14:00 Uhr (MESZ) in Hangzhou (Hangzhou-Dragon-Stadion) | | |        |
| Zuschauer: 30.752                                                            | | |        |
| Schiedsrichterin: Christine Beck ( Deutschland)                              | | |        |

## Kanada – Ghana 4:0 (1:0)
| Kanada                                                                       | Kanada | Ghana | Ghana |
| ---------------------------------------------------------------------------- | --- | --- | ----- |
| Kanada                                                                       | \| 15. September 2007 um 11:00 Uhr (MESZ) in Hangzhou (Hangzhou-Dragon-Stadion) \| \| Schiedsrichterin: Nicole Petignat ( Schweiz) \| | \| 15. September 2007 um 11:00 Uhr (MESZ) in Hangzhou (Hangzhou-Dragon-Stadion) \| \| Schiedsrichterin: Nicole Petignat ( Schweiz) \| | Ghana |
| Kanada                                                                       | Erin McLeod – Kristina Kiss, Tanya Dennis, Diana Matheson (84. Andrea Neil), Candace Chapman, Martina Franko, Randee Hermus, Christine Sinclair , Kara Lang (63. Rhian Wilkinson), Katie Thorlakson (45. Jodi-Ann Robinson), Sophie Schmidt Cheftrainer: Even Pellerud | Memunatu Sulemana – Aminatu Ibrahim, Mavis Danso, Florence Okoe, Adjoa Bayor (71. Safia Rahman), Gloria Foriwa, Olivia Amoako, Yaa Avoe (35. Hamdya Abass), Rumanatu Tahiru, Anita Amankwa, Memuna Darku (77. Lydia Ankrah) Cheftrainer: Issac Paha | Ghana |
| Kanada                                                                       | 1:0 Christine Walsh (16.) 2:0 Sophie Schmidt (55.) 3:0 Christine Sinclair (62.) 4:0 Martina Franko (77.) | | Ghana |
| Kanada                                                                       | Tanya Dennis | Anita Amankwa, Gloria Foriwa, Olivia Amoako | Ghana |
| 15. September 2007 um 11:00 Uhr (MESZ) in Hangzhou (Hangzhou-Dragon-Stadion) | | |       |
| Schiedsrichterin: Nicole Petignat ( Schweiz)                                 | | |       |

## Australien – Norwegen 1:1 (0:1)
| Australien                                                                   | Australien | Norwegen | Norwegen |
| ---------------------------------------------------------------------------- | --- | --- | -------- |
| Australien                                                                   | \| 15. September 2007 um 14:00 Uhr (MESZ) in Hangzhou (Hangzhou-Dragon-Stadion) \| \| Zuschauer: 33.835 \| \| Schiedsrichterin: Niu Huijun ( Volksrepublik China) \| | \| 15. September 2007 um 14:00 Uhr (MESZ) in Hangzhou (Hangzhou-Dragon-Stadion) \| \| Zuschauer: 33.835 \| \| Schiedsrichterin: Niu Huijun ( Volksrepublik China) \| | Norwegen |
| Australien                                                                   | Melissa Barbieri – Alicia Ferguson, Diane Agalich, Cheryl Salisbury , Heather Garriock, Katryn Gill (61. Sarah Walsh), Thea Slayter, Collette McCallum, Lauren Colthorpe (76. Caitlin Munoz), Danielle Small (46. Lisa de Vanna), Joanne Burgess Cheftrainer: Tom Sermanni | Bente Nordby – Ane Stangeland Horpestad , Gunhild Følstad, Ingvild Stensland, Camilla Huse, Trine Rønning, Solveig Gulbrandsen (86. Lene Storløkken), Melissa Wiik (46. Lene Mykjåland), Leni Larsen Kaurin (74. Guro Knutsen), Ragnhild Gulbrandsen, Marie Knutsen Cheftrainer: Bjarne Berntsen | Norwegen |
| Australien                                                                   | 1:1 Lisa de Vanna (83.) | 0:1 Ragnhild Gulbrandsen (5.) | Norwegen |
| Australien                                                                   | Besonderheiten: Erstes australisches Unentschieden gegen eine europäische Mannschaft. | | Norwegen |
| 15. September 2007 um 14:00 Uhr (MESZ) in Hangzhou (Hangzhou-Dragon-Stadion) | | |          |
| Zuschauer: 33.835                                                            | | |          |
| Schiedsrichterin: Niu Huijun ( Volksrepublik China)                          | | |          |

## Norwegen – Ghana 7:2 (3:0)
| Norwegen                                                                             | Norwegen | Ghana | Ghana |
| ------------------------------------------------------------------------------------ | --- | --- | ----- |
| Norwegen                                                                             | \| 20. September 2007 um 11:00 Uhr (MESZ) in Shanghai (Shanghai-Hongkou-Fußballstadion) \| \| Zuschauer: 43.817 \| \| Schiedsrichterin: Jennifer Bennett ( USA) \| | \| 20. September 2007 um 11:00 Uhr (MESZ) in Shanghai (Shanghai-Hongkou-Fußballstadion) \| \| Zuschauer: 43.817 \| \| Schiedsrichterin: Jennifer Bennett ( USA) \|                                                                                 | Ghana |
| Norwegen                                                                             | Bente Nordby – Ane Stangeland Horpestad , Ingvild Stensland, Siri Nordby, Camilla Huse, Solveig Gulbrandsen (46. Madeleine Giske), Leni Larsen Kaurin (61. Lise Klaveness), Ragnhild Gulbrandsen, Lene Mykjåland (46. Isabell Herlovsen), Fiane Christensen, Lene Storløkken Cheftrainer: Bjarne Berntsen | Gladys Enti (64. Memunatu Sulemana) – Aminatu Ibrahim, Mavis Dansu, Doreen Awuha (56. Memuna Darku), Florence Okoe, Anita Amenuku (46. Sheila Okai), Adjoa Bayor , Olivia Amoako, Yaa Avoe, Rumanatu Tahiru, Anita Amankwa Cheftrainer: Issac Paha | Ghana |
| Norwegen                                                                             | 1:0 Lene Storløkken (4.) 2:0 Ragnhild Gulbrandsen (39.) 3:0 Ane Stangeland Horpestad (45, Foulelfmeter) 4:0 Isabell Herlovsen (59.) 5:0 Ragnhild Gulbrandsen (59.) 6:0 Ragnhild Gulbrandsen (62.) 7:0 Lise Klaveness (69.)                                                                                | 7:1 Adjoa Bayor (73.) 7:2 Florence Okoe (80., Foulelfmeter) | Ghana |
| Norwegen                                                                             | Aminatu Ibrahim, Sheila Okai | | Ghana |
| Norwegen                                                                             | Besonderheiten: Ragnhild Gulbrandsen erzielt das 500. Tor der WM-Geschichte. | | Ghana |
| 20. September 2007 um 11:00 Uhr (MESZ) in Shanghai (Shanghai-Hongkou-Fußballstadion) | | |       |
| Zuschauer: 43.817                                                                    | | |       |
| Schiedsrichterin: Jennifer Bennett ( USA)                                            | | |       |

## Australien – Kanada 2:2 (0:1)
| Australien                                                                        | Australien | Kanada | Kanada |
| --------------------------------------------------------------------------------- | --- | --- | ------ |
| Australien                                                                        | \| 20. September 2007 um 11:00 Uhr (MESZ) in Chengdu (Chengdu-Sports-Center-Stadion) \| \| Zuschauer: 29.300 \| \| Schiedsrichterin: Gyöngyi Gaál ( Ungarn) \| | \| 20. September 2007 um 11:00 Uhr (MESZ) in Chengdu (Chengdu-Sports-Center-Stadion) \| \| Zuschauer: 29.300 \| \| Schiedsrichterin: Gyöngyi Gaál ( Ungarn) \| | Kanada |
| Australien                                                                        | Melissa Barbieri – Kate McShea, Dianne Alagich, Cheryl Salisbury , Heather Garriock, Caitlin Munoz (62. Joanne Burgess), Sarah Walsh, Joanne Peters (76. Alicia Ferguson), Collette McCallum, Sally Shipard, Lauren Colthorpe (46. Lisa de Vanna) Cheftrainer: Tom Sermanni | Erin McLeod (79. Taryn Swiatek) – Tanya Dennis, Rhian Wilkinson, Diana Matheson, Candace Chapman, Martina Franko, Randee Hermus, Christine Sinclair , Melissa Tancredi (68. Jodi-Ann Robinson), Kara Lang (90.+2' Brittany Timko), Sophie Schmidt Cheftrainer: Even Pellerud | Kanada |
| Australien                                                                        | 1:1 Collette McCallum (53.) 2:2 Cheryl Salisbury (90.+2') | 0:1 Melissa Tancredi (1.) 1:2 Christine Sinclair (85.) | Kanada |
| Australien                                                                        | Collette McCallum | Randee Hermus | Kanada |
| Australien                                                                        | Besonderheiten: Australien qualifiziert sich erstmals für das Viertelfinale. | | Kanada |
| 20. September 2007 um 11:00 Uhr (MESZ) in Chengdu (Chengdu-Sports-Center-Stadion) | | |        |
| Zuschauer: 29.300                                                                 | | |        |
| Schiedsrichterin: Gyöngyi Gaál ( Ungarn)                                          | | |        |